# Historia sobre la recepción de los libros de Jane Austen
La historia sobre la recepción de Jane Austen sigue un camino que comienza con fama modesta y llega hasta gran popularidad. Jane Austen (1775–1817), autora de novelas como Orgullo y Prejuicio (1813) y Emma (1815), se ha convertido en una de las novelistas mejor conocidas y ampliamente leídas del idioma inglés. Sus novelas son causa de intenso estudio académico y el centro de una cultura de fanáticos.
Durante su vida, sus novelas le trajeron poca fama personal a Austen. Como muchas mujeres autoras, decidió publicar anónimamente y era únicamente entre miembros de la aristocracia que su autoría era un secreto a voces. Cuando los libros de Austen se publicaron, fueron considerados modernos por los altos miembros de la sociedad pero recibieron pocas reseñas positivas. Para mediados del siglo XIX, sus novelas eran admiradas por miembros de la elite literaria, quienes veían la apreciación de sus trabajos como una marca de cultura. La publicación en 1870 de la biografía de Austen, escrita por su sobrino Memoir of Jane Austen la introdujo a un público más amplio como una personalidad atractiva —la querida, callada tía Jane —y sus trabajos fueron re publicados en ediciones populares. Para inicios del siglo XX, distintos grupos habían surgido—algunos para alabarla y otros para defenderla de "las pululantes masas"—pero todos asegurando ser verdadero Janeites (término dado a los fanáticos de Jane Austen), o aquellos que propiamente apreciaban a Austen. 
A principios del siglo XX, los académicos produjeron una colección de sus trabajos cuidadosamente editados—la primera para una novelista británica—pero no fue hasta la década de 1940, que Austen fue ampliamente aceptada por la academia cono "una gran novelista inglesa". La segunda mitad del siglo XX vio una proliferación en la escolaridad sobre Austen, la cual exploró numerosos aspectos sobre su trabajo: artístico, ideológico e histórico. Con la creciente profesionalización de los departamentos de inglés en las universidades durante la primera mitad del siglo XX, el criticismo sobre Austen se volvió progresivamente más esotérico y, como resultado,  la apreciación hacia Austen se desintegró en alta cultura distintiva y tendencias culturales populares. A finales del siglo XX, los fanes fundaron sociedades y clubs de Jane Austen para celebrar a la autora, su época y sus trabajos. A partir de los inicios del siglo XXI,  los fandoms de Austen apoyan la industria de impresión de secuelas y pre secuelas, así como adaptaciones de televisión y películas, las cuales comenzaron con la adaptación de Orgullo y Prejuicio de 1940 y evolucionaron a la producción estilo Bollywood de 2004, Bodas y Prejuicios. 

## Antecedentes

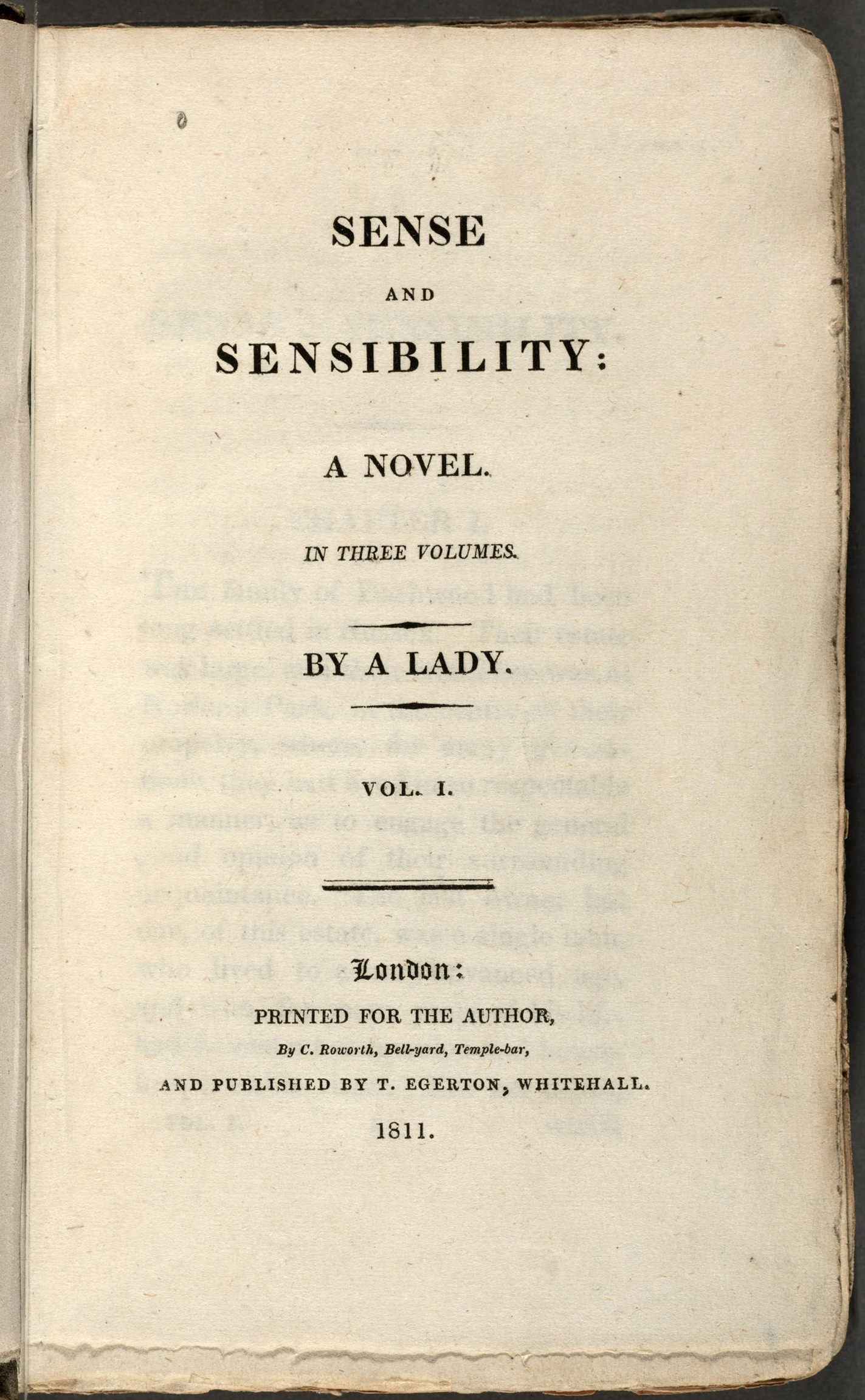
Austen firmó su primera novela publicada bajo el nombre "By a Lady" (Por una señorita).

Jane Austen vivió su vida entera siendo parte de una familia unida, perteneciente a la burguesía agraria inglesa. El firme apoyo de su familia fue crítico para el desarrollo de Austen como escritora profesional. Austen les leía borradores de todas sus novelas a su familia, recibiendo retroalimentación, apoyo y estímulo, y fue su padre quien envió su primera oferta de publicación. La formación artística de Austen duró desde sus años de adolescencia hasta que tenía aproximadamente 35 años. Durante este periodo, experimentó con varias formas literarias, incluyendo la novela epistolar la cual abandonó, y escribió y revisó extensivamente revisó 3 grandes novelas y comenzó una cuarta. Con la publicación de Sensatez y Sentimiento (1811), Orgullo y Prejuicio (1813), Mansfield Park (1814) y Emma (1815), alcanzó el éxito como escritora publicada.
La escritura de novelas era una ocupación sospechosa para las mujeres a principios del siglo XIX, ya que esto arriesgaba su reputación social al traerles publicidad, además de que era visto como no femenino. Por lo tanto, como muchas otras escritoras, Austen publicaba anónimamente. Aun así, eventualmente la autoría de sus novelas dejó de ser un secreto entre la aristocracia. Durante una de sus visitas a Londres, el Príncipe Regente la invitó, a través de su bibliotecario, James Stanier Clarke, a ver su biblioteca personal en Carlton House; el bibliotecario mencionó que el príncipe admiraba sus novelas y que "si Miss Austen tenía una próxima novela, tenía toda la libertad de dedicársela al príncipe". Austen, quien desaprobaba el extravagante estilo de vida del príncipe, no quería seguir esta sugerencia, pero sus amigos la convencieron de lo contrario: dicho esto, Emma fue dedicada a él. Austen se negó a tomar el consejo del bibliotecario sobre escribir una historia romántica en honor al matrimonio de la hija del príncipe.

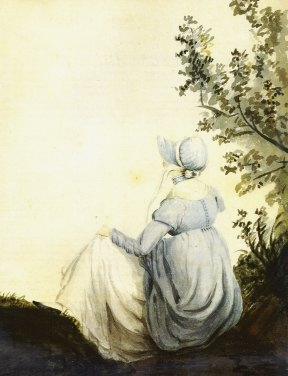
Un boceto de acuarela de Jane Austen pintado por su hermana Cassandra. (c. 1804)

En los últimos años de su vida, Austen revisó y corrigió La Abadía de Northanger (1817), escribió Persuasión (1817), y comenzó una nueva novela, eventualmente titulada Sanditon, la cual no logró terminar. Austen no vivió lo suficiente como para ver la impresión de La Abadía de Northanger y Persuasión, pero su familia los imprimió como un solo volumen después de su muerte y su hermano Henry inclutó una "Nota Biográfica del Autor". Esta corta biografía mostraba las semillas del mito de Austen como una tía callada y retirada que escribía en su tiempo libre: "Ni la esperanza de fama ni las ganancias se entrometieron en sus razones principales ... se encogió tanto de la atención, que ninguna acumulación de fama la ha inducido, si hubiera vivido para fijar su nombre en cualquier producto de su pluma ... en público se alejaba de cualquier alusión a su carácter de autora." Sin embargo, esta descripción está en directo contraste con la emoción que Austen muestra en sus cartas sobre la publicación y las ganancias: Austen era una autora profesional.
Los trabajos de Austen son reconocidos por su realismo, duros comentarios sociales y el experto uso del discurso indirecto libre, burlesque y uso de la ironía. Sus obras critican las novelas sentimentales de la segunda mitad del siglo XVIII y son parte de la transición al realismo del siglo XIX. Como Susan Gubar y Sandra Gilbert explican, Austen se burla de esos "clichés novelísticos como el amor a primera vista, la primicia de la pasión sobre todas las demás emociones y/o deberes, las hazañas caballerosas del héroe y la sensibilidad vulnerable de la heroína, la proclamada indiferencia de los amantes a las consideraciones financieras y la cruel rudeza de los padres." Las tramas de Austen, a pesar de ser cómicas, hacen énfasis en la manera en la que las mujeres del campo dependían del matrimonio para asegurar una posición social y seguridad económica. Como los escritos de Samuel Johnson, una fuerte influencia sobre ella, sus trabajos están fundamentalmente enfocados en asuntos morales.

## 1812–1821: Reacciones individuales y reseñas contemporáneas

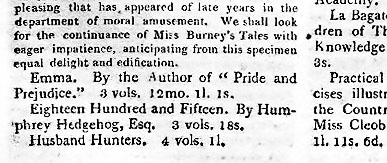
En 1816,l os editores de la revista The New Monthly Magazine informaron sobre la publicación de la novela Emma, sin embargo no la consideraron lo suficientemente importante como para escribir una crítica o reseña sobre esta.

Las novelas de Austen se pusieron de moda rápidamente entre las personas acomodadas, principalmente los aristócratas que dictaban la moda y la fama. Lady Bessborough, hermana de la notable duquesa Georgiana Cavendish, comentó en una carta a una amiga sobre Sensatez y Sentimiento: "es una novela inteligente. ... a pesar de que tiene un final estúpido, me mantuvo muy entretenida." La hija de quince años del príncipe regente, la princesa Carlota Augusta, se comparó a ella misma con una de las heroínas de los libros: "Creo que Marianne y yo somos muy parecidas en cuanto a la disposición, ya que ciertamente es algo en lo que no soy muy buena, tengo la misma imprudencia." Después de leer Orgullo y Prejuicio, el guionista Richard Sheridan le aconsejó a un amigo "comprarlo inmediatamente" ya que "era una de las novelas más inteligentes" que había leído. Anne Milbanke, futura esposa del poeta Romántico Lord Byron, escribió "acabo de terminar de leer una novela llamada Orgullo y Prejuicio, a la cual considero como un trabajo superior." Comentó que la novela "es la ficción más probable que he leído" y se había convertido en "la novela de moda." La viuda Lady Vernon le dijo a un amigo que Mansfield Park era "no tanto una novela, más bien la historia de una fiesta familiar en el campo, muy natural"—como si, comenta un académico de Austen, "Las fiestas de Lady Vernon incluyeran adulterio más que nada." Lady Anne Romilly le dijo a su amiga, la novelista Maria Edgeworth, que "Mansfield Park ha sido principalmente admirada por aquí" y Edgeworth comentó más tarde que "hemos estado muy entretenidos con Mansfield Park".
A pesar de estos comentarios positivos por parte de la élite, las novelas de Austen recibieron pocas reseñas durante la vida de la autora: dos de Sensatez y Sentmiento tres de Orgullo y Prejuicio, ninguna de Mansfield Park, y siete de Emma. La mayoría de estas reseñas eran cortas y favorables, aunque superficiales y cautelosas. La mayoría de las veces se enfocaban en las lecciones morales de las novelas. Además, como Brian Southam, quien había editado los volúmenes definitivos de la recepción de Austen,  escribe en sus descripciones de estas reseñas, "su trabajo consistía en simplemente proveer notas cortas, con algunas citas, para el beneficio de las mujeres lectoras que hacían su lista de libros y sólo les interesaba si les iba a gustar el libro por su historia, sus personajes y moral". El publicista John Murray, le pidió al famoso novelista Walter Scott que hiciera una reseña sobre Emma, este escribió la reseña más larga y reflexiva, la cual fue publicada en la edición de marzo de 1816 de la revista Quarterly Review. Usando la reseña como plataforma desde la cual defender al entonces desacreditado género de la novela, Scott elogió los trabajos de Austen, celebrando su habilidad de copiar "de la naturaleza como realmente es en los caminos comunes de la vida y presentándoselos a los lectores ... una correcta y sorprendente representación sobre lo que pasa diariamente alrededor de ellos." El académico moderno de Austen, William Galperin ha notado que "a diferencia de algunos lectores de Austen, quienes reconocen su divergencia de la práctica realista como había sido pre-escrita y definida en esos tiempos, Walter Scott pudo bien haber sido el primero en instalar a Austen como la realista por excelencia". Scott escribió en su diario privado en 1826, en lo que más tarde se convirtió en una comparación ampliamente citada: 

También vuelvan a leer por lo menos una tercera vez la novela tan finamente escrita de Miss Austen “Orgullo y Prejuicio”. Esa joven tiene un talento para describir la participación, los sentimientos y los personajes de la vida ordinaria, lo que para mi es lo más maravilloso que he encontrado. El Big Bow-wow lo puedo hacer yo mismo, pero el toque exquisito con el que escribe sobre las cosas ordinarias y personajes, la honestidad de la descripción y el sentimiento me son negados. Que pena que una criatura tan talentosa murió tan pronto

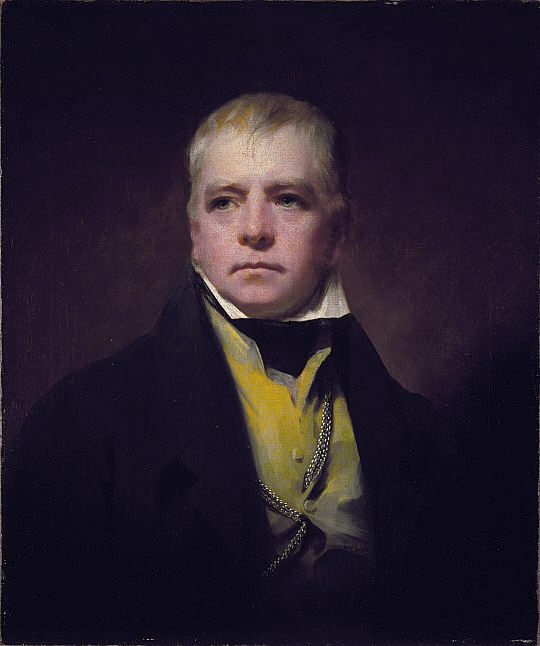
El novelista Walter Scott aclamó el "toque exquisito de Austen que convierte a las cosas comunes y corrientes en interesantes".

La Abadía de Northanger y Persuasión fueron publicados juntos póstumamente en diciembre de 1817, y fueron discutidos en la revista British Critic en marzo de 1818 y en la revista Edinburgh Review and Literary Miscellany en mayo de 1818. El crítico de British Critic sintió que la dependencia exclusiva de Austen en el realismo era evidencia de una imaginación deficiente. El crítico de Edinburgh Review no estuvo de acuerdo con esta, y alabó a Austen por su "invención exhaustiva" y la combinación de lo familiar y la sorpresa en sus tramas. En general, los académicos de Austen han señalado que estos críticos no sabían que opinar sobre sus novelas —por ejemplo, no comprendían el uso de Austen de la ironía. Los críticos redujeron Sensatez y Sentimiento y Orgullo y Prejuicio a historias didácticas sobre la virtud prevaleciendo sobre el vicio.
En la revista Quarterly Review de 1821, el escritor y teólogo inglés Richard Whately publicó la reseña más seria y entusiasta sobre los trabajos de Austen. Whately hizo comparaciones favorables entre Austen y unos grandes escritores como Homero y Shakespeare, elogiando las calidades dramáticas de la narración de Austen. También afirmó la respetabilidad y legitimidad de la novela como un género literario, diciendo que la literatura imaginativa, especialmente la narrativa, era más valiosa que la historia o la biografía. Whately dijo, la literatura imaginativa se interesa con la experiencia humana generalizada, de la que el lector podía obtener conocimiento sobre la naturaleza humana; en otras palabras, era moral Whately también comentó sobre la posición de Austen como una escritora femenina, escribiendo: "sospechamos que a nuestros ojos uno de los méritos más grandes de Miss Austen es, la percepción que nos da sobre las pecularidades de los personajes femeninos ... Sus heroínas son lo que uno sabe que las mujeres deben de ser, aunque uno no pueda hacer que lo reconozcan." No se publicaron más críticas significativas sobre Austen hasta finales del siglo XIX: Whately y Scott habían dictado el tomo para la visión de Austen en la Época Victoriana.

## 1821–1870

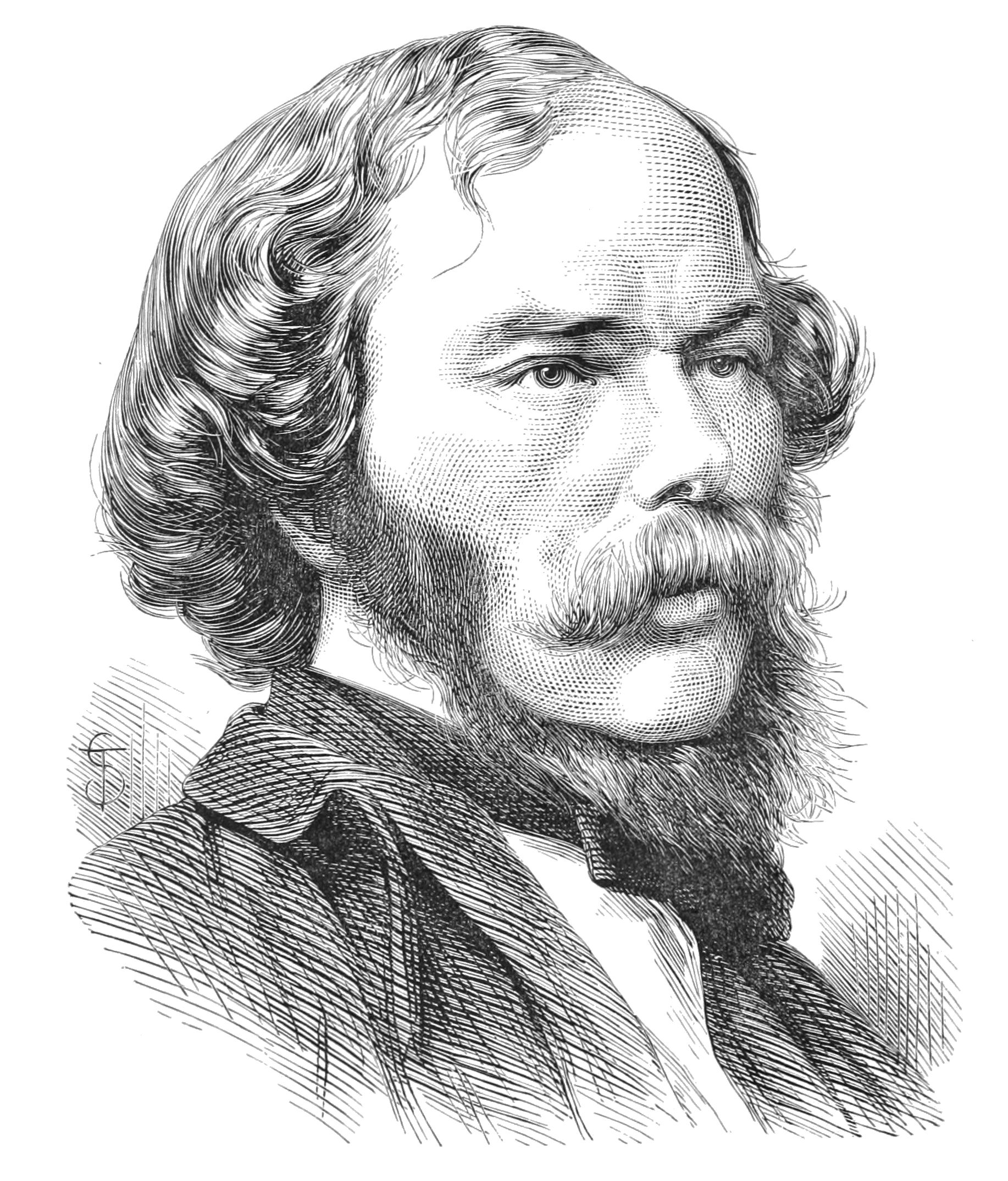
George Henry Lewes, colega de George Eliot, comparó a Austen con Shakespeare.

Austen tuvo muchos lectores admiradores durante el siglo XIX, quienes, de acuerdo con el crítico Ian Watt, apreciaban su "fidelidad escrupulosa a las experiencias sociales ordinarias". Sin embargo, las novelas de Austen no se adecuaban a ciertas preferencias británicas románticas y victorianas, las cuales requerían que " las emociones poderosas fueran autenticadas por una muestra atroz de sonido y color en la escritura". Los críticos y las audiencias victorianas tendían a preferir los trabajos de autores como Charles Dickens y George Eliot; en comparación, las novelas de Austen eran provinciales y tranquilas. A pesar de que los trabajos de Austen fueron nuevamente publicados a finales de 1832 o principio de 1833 por Richard Bentley en la serie Standard Novels, y permanecieron siendo impresas continuamente después, no fueron nunca best-sellers. Southam describe su "público de lectores entre 1821 y 1870" como un "minuto junto a la conocida audiencia de Dickens y sus contemporáneos".
Aquellos que leían a Austen se consideraban lectores discriminados—eran unos pocos refinados. Esto se convirtió en un tema común de la crítica de Austen durante el siglo XIX y principios del XX. El filósofo y crítico literario George Henry Lewes articuló este tema en una serie de artículos entusiastas en los años de 1840 y 1850. En "Las Novelas de Jane Austen", publicadas anónimamente por la revista Blackwood's Magazine en 1859, Lewes alaba las novelas de Austen por "la economía del arte ... la simple adaptación de la forma de proceder, sin ayuda de elementos superfluos" y la compara con Shakespeare. Discutiendo que Austen carecía de la habilidad de construir una trama, aun así celebró sus dramatizaciones: "El pulso de los lectores nunca late, su curiosidad nunca es intensa; pero su interés nunca mengua por un momento. La acción comienza; las personas hablan, sienten y actúan; todo lo que es dicho, sentido u hecho se ocupa de enredar o desenredar la trama; y somos casi hechos actores así como espectadores del pequeño drama."
Reaccionando en contra de los ensayos de Lewes y su comunicación personal con ella, la novelista Charlotte Brontë admiraba la fidelidad de Austen con la vida cotidiana pero la describió como "solo inteligente y observadora" y criticó la ausencia de pasión visible en su trabajo. Para Brontë, los trabajos de Austen eran formales y forzados, "un jardín cuidadosamente cercado y cultivado, con aseados bordes y flores delicadas; pero sin brillante y vívida fisionomía, sin campos abiertos, sin aire fresco".

## Traducciones europeas delsigloXIX

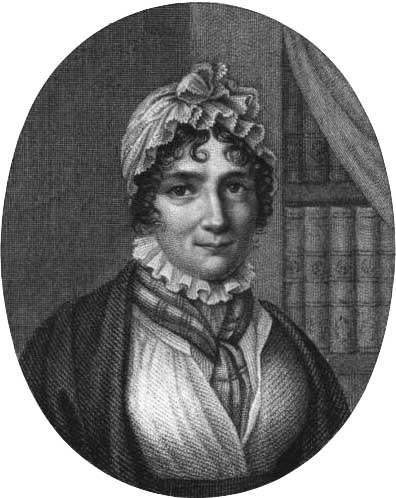
Isabelle de Montolieu tradujo las obras de Austen al francés.

Las novelas de Austen fueron publicadas en otros países europeos poco después de su publicación en Gran Bretaña, comenzando en 1813 con una traducción al francés de Orgullo y Prejuicio,  rápidamente seguida por ediciones alemanas, danesas y suecas. Su disponibilidad en Europa no era universal. Austen era poco conocida en Rusia y de hecho la primera traducción al ruso de una de sus novelas no fue hasta el año de 1967. A pesar del hecho de que las novelas de Austen fueron traducidas a varios idiomas europeos, los europeos no reconocieron sus trabajos como parte de la tradición de la novela inglesa. Esta percepción fue reforzada por los cambios que realizaron los traductores, quienes le inyectaron sentimentalismo a las novelas de Austen y eliminaron el humor y la ironía. Por lo tanto los lectores europeos fácilmente asociaron en estilo de Walter Scott con la novela inglesa.
Debido a los cambios significativos hechos por los traductores, Austen fue considerada como un tipo distinto de novelista en el continente que en Gran Bretaña. Por ejemplo, la novelista francesa Isabelle de Montolieu tradujo varias de las novelas de Austen a un género en el que Montolieu misma escribió: la novela sentimental francesa. En el Orgullo y Prejuicio de Montolieu por ejemplo, las conversaciones vivaces entre Elizabeth y el Señor Darcy fueron remplazadas por conversaciones decorosas. La afirmación de Elizabeth de que ella "siempre ha visto una gran similitud en cuanto a sus mentes" (la suya y la de Darcy) debido a que ambos "se niegan a hablar, hasta que tengan algo que decir que asombraría a la habitación entera" se convierte en "Moi, je garde le silence, parce que je ne sais que dire, et vous, parce que vous aiguisez vos traits pour parler avec effet." ("Yo me mantengo callada porque no sé que decir, y usted, porque sus rasgos se entusiasman al hablar.") Como Cossy y Sagila explican en su ensayo sobre las traducciones de Austen, "la igualdad mental que Elizabeth considera como algo común, es negada y la distinción de género es introducida." Debido a que los trabajos de Austen eran considerados como parte de una tradición sentimental en Francia, fueron eclipsados por los trabajos de los realistas franceses comoStendhal, Balzac, y Flaubert. Las traducciones alemanas y reseñas sobre estas, colocaron a Austen en una línea de autores sentimentales, principalmente de mujeres escritoras románticas. Sin embargo, un estudio de otras dimensiones importantes de las traducciones francesas, como el discurso libre indirecto, hacen mucho para matizar el entendimiento de la inicial recepción "estética" de Austen con sus primeros lectores franceses. Austen utiliza una técnica narrativa conocida como el discurso libre indirecto para representar la percepción de Anne Elliot en Persuasión. Ciertamente la representación de las experiencias subjetivas de la heroína son centrales para su narración. El frecuente uso del discurso libre indirecto imbuye el discurso narrativo de Persuasión en un alto grado de sutileza, poniendo una gran carga de interpretación en las manos de los primeros traductores de las novelas de Austen. Estudios recientes demuestran que el discurso libre indirecto de Persuasión fue representado extensivamente en el libro de Montolieu La Famille Elliot. Ciertamente, Montolieu era consciente de la inclinación del narrador de Austen a hurgar en la psicología de la heroína en Persuasión, ya que comenta sobre esto en el prefacio de La Famille Elliot. Lo caracteriza como "matices delicados, casi imperceptibles, que provienen del corazón": des nuances délicates presque imperceptibles qui partent du fond du cœur, et dont miss JANE AUSTEN avait le secret plus qu'aucun autre romancier. Las extensas traducciones de Montolieu del discurso libre indirecto de Austen demuestran que ella fue de hecho una de las primeras lectoras críticas de Austen, cuyas traducciones de la técnica narrativa de Austen significaron que los lectores franceses también pudieran formar parte del drama psicológico de Anne Elliot de la misma manera que los lectores ingleses podían.

## 1870–1930: Explosión en popularidad

### Biografías familiares

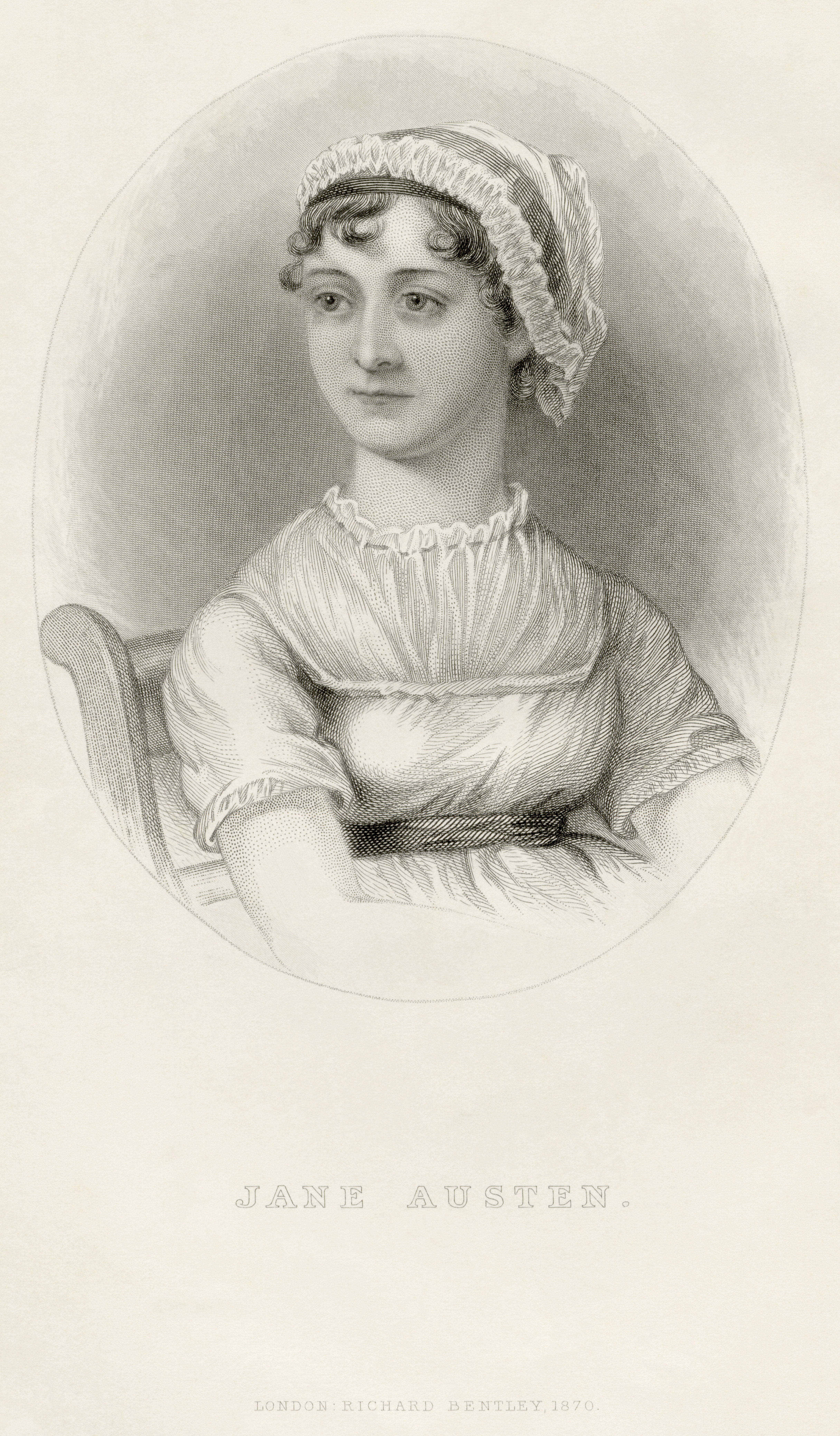
Un retrato idealizado de Austen hecho por Richard Bentley, (1870), aparece en la portada de Memoir.

Por décadas, las opiniones de Scott y Whately dominaron la recepción de los trabajos de Austen y pocas personas leyeron sus novelas. En 1870, esto cambió debido a la publicación de la primera biografía significativa de Austen, A Memoir of Jane Austen, la cual había sido escrita por el sobrino de Jane Austen, James Edward Austen-Leigh. Con su publicación, la popularidad y posición crítica de Austen creció dramáticamente. Los lectores de Memoir fueron presentado con el mito de la novelista amateur que escribió obras maestras: Memoir fijaba en las mentes del público una imagen sentimental de Austen como una mujer tranquila, de edad mediana y aseguraba que sus trabajos eran apropiados para una familia victoriana. James Edward Austen-Leigh tenía un retrato pintado de Jane Austen, basado en una acuarela anterior, el cual arregló, suavizando su imagen y haciéndola lucir presentable al público victoriano. El grabado hecho por Bentley, el cual formaba parte de la portada de Memoir está basado en esta imagen idealizada.
La publicación de Memoir estimuló que se volvieran a imprimir las novelas de Austen. Las primeras ediciones populares fueron publicadas en 1883 —una serie barata de seis centavos, publicada por Routledge. A esto le siguió una proliferación de ediciones complejamente ilustradas, sets de colección y ediciones intelectuales. Sin embargo, los críticos contemporáneos continuaron afirmando que sus trabajos eran sofisticados y únicamente apropiados para aquellos que pudieran realmente sondar sus profundidades. Después de la publicación de Memoir, fueron publicadas más críticas sobre Austen en dos años que las que habían aparecido en los cincuenta anteriores.
En 1913, William Austen-Leigh y Richard Arthur Austen-Leigh, descendientes de la familia Austen, publicaron la biografía familiar definitiva: Jane Austen: Her Life and Letters—A Family Record. Basada principalmente en escritos familiares y cartas, es descrita por el biógrafo de Austen Park Honan como "precisa, formal, confiable y en ocasiones vívida y sugerente." A pesar de que los autores se alejaron del tono sentimental de Memoir, hicieron poco esfuerzo para ir más allá de documentos familiares inmediatamente accesibles a ellos. Por lo tanto su libro ofrece hechos simples y poca interpretación.

### Crítica

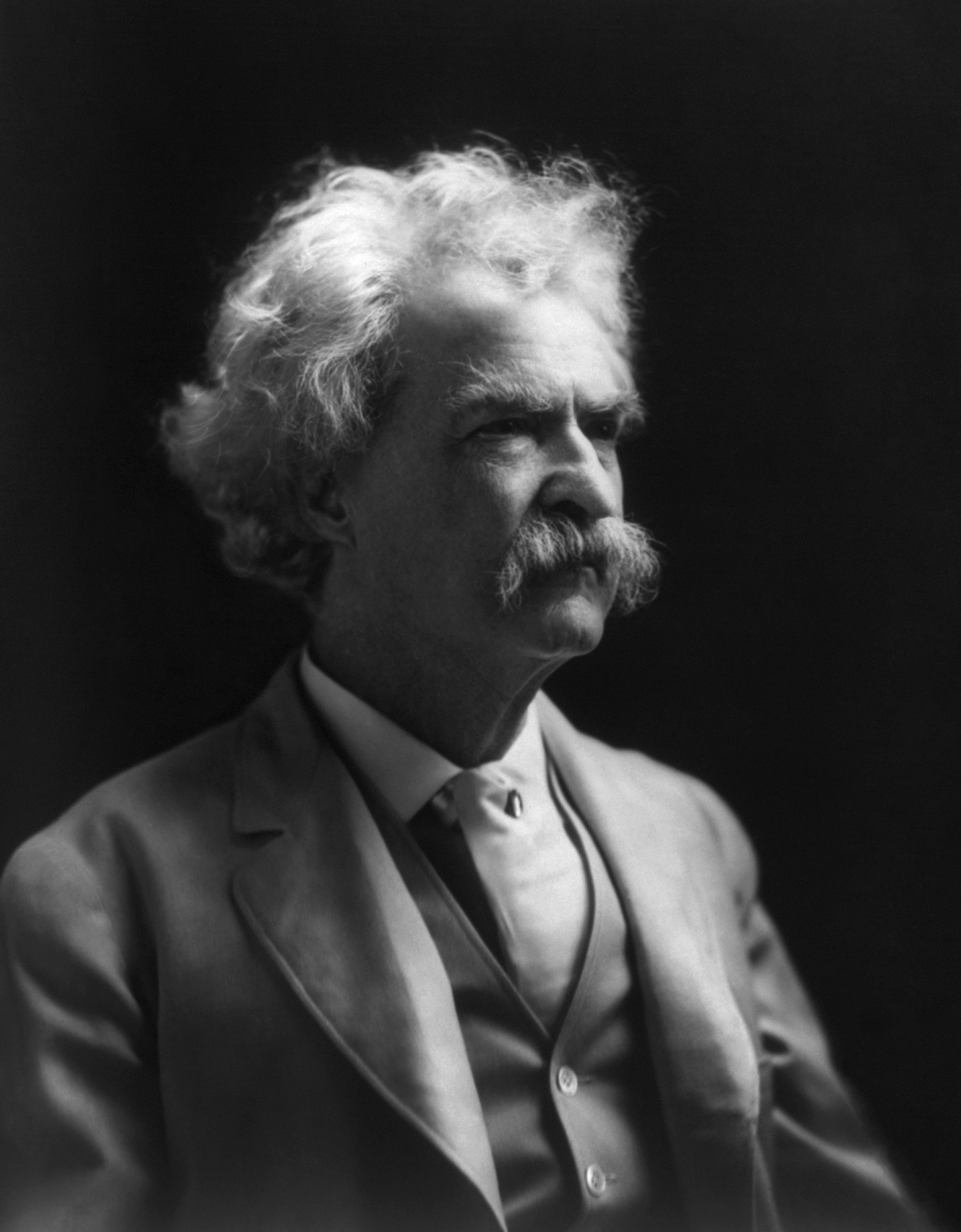
Mark Twain fue uno de los críticos estadounidenses más importantes de Austen.(c. 1907).

Durante el último cuarto del siglo XIX, los primeros libros de análisis crítico sobre los trabajos de Austen fueron publicados. En 1890 Godwin Smith publicó Life of Jane Austen, iniciando con una "fase fresca en la herencia crítica", en la que los reseñantes de Austen se volvieron críticos. Esto fue el comienzo de la "crítica formal", es decir, un enfoque en Austen como escritora y un análisis de las técnicas que hicieron su escritura única. De acuerdo a Southam, mientras las críticas de Austen se incrementaban en cantidad y en cierto grado en calidad después de 1870, "una cierta uniformidad" las penetró: 

Vemos a las novelas ser alabadas por su elegancia de forma y su superficie' terminada'; por el realismo de su mundo fictício, la variedad y vitalidad de sus personajes; por su humor penetrante; y por su gentil moralidad sin dogma y su entrega. Las novelas son premiadas por su 'perfección'. Aun así es considerada como una perfección angosta, lograda dentro de límites de la comedia doméstica. 
.

Entre los más astutos de estos críticos se encontraban Richard Simpson, Margaret Oliphant, y Leslie Stephen. En una reseña de Memoir, Simpson describió a Austen como una seria pero irónica crítica de la sociedad inglesa. Presentó dos temas interpretativos, los cuales más tarde se convertirían en la base para la crítica literaria moderna de los trabajos de Austen: humor como crítica social e ironía como un vehículo de evaluación moral. Continuando con la comparación de Lewes entre Shakespeare y Austen, Simpson escribió que Austen: 

comenzó siendo una crítica irónica: ella manifestaba su opinión … no por censura directa, pero por el método indirecto de imitar y exagerar las fallas de sus modelos … crítica, humor, ironía, un juicio que no da sentencia pero que cuestiona mientras se burla son sus características. 
.

El ensayo de Simpson fue poco conocido y no se volvió influyente hasta que Lionel Trilling lo citó en 1957. Otra autora prominente cuyas críticas sobre Austen fueron ignoradas, fue la novelista Margaret Oliphant, la cual describió a Austen en término casi feministas, como "armada con una 'fina vena de cinismo femenino,'llena de sutil poder, agudeza,  finura y autocontrol,' bendecida con un 'sentido exquisito' de lo 'ridículo',  'un desprecio fino pero aun así punzante,' cuyas novelas son 'tan calmadas y frías y entusiastas'". Esta línea de crítica no sería completamente explorada hasta la década de 1970 con el auge de la crítica literaria feminista. 
A pesar de que las novelas de Austen habían sido publicadas en los Estados Unidos a partir del año 1832,  no obstante en ediciones censuradas, fue hasta después de 1870 que hubo una respuesta distintiva hacia Austen por parte de los estadounidenses. Como explica Southam, "para los literarios nacionalistas de Estados Unidos, el escenario cultivado de Jane Austen era demasiado pálido, demasiado restringido, demasiado refinado, demasiado poco heroico". Austen no era lo suficientemente democrático para el gusto de los estadounidenses y su obras no se acercaban a las fronteras de los temas que habían definido la literatura estadounidense. Para inicios del siglo XX, la respuesta de los estadounidenses fue representada por el debate entre el novelista y crítico estadounidense William Dean Howells y el escritor Mark Twain. En una serie de ensayos, Howell ayudó a convertir a Austen en una figura conónica para el pueblo, mientras que Twain usó a Austen para pelear contra la tradición anglofilia en Estados Unidos. Es decir, Twain luchaba por la distinción de la literatura estadounidense atacando la inglesa. En su libro Following the Equator, Twain describe la librería de su barco: " los libros de Jane Austen ... se encuentran ausentes de esta librería. Solo esa omisión distinguiría una librería bastante buena de una que no tuviera ningún libro en ella."

### Janeites
Los cambios constantes sobre Austen en la Encyclopædia Britannica demuestran su creciente estatus de popularidad. La octava edición (1854) la describe cono una "novelista elegante", mientras que la novena (1875) la elogia como "una de las novelistas británicas modernas más distinguidas". Alrededor del inicio del siglo XX, las novelas de Austen comenzaron a ser estudiadas en universidades y a aparecer en historias de la novela inglesa. La imagen de Austen que dominaba en la imaginación popular continuaba siendo la que se presentó en Memoir y fue hecha famosa por Howells en su serie de ensayos en la revista Harper's Magazine, aquella de "la querida tía Jane". La autora y crítica Leslie Stephen describió una manía que comenzó a desarrollarse por Austen en los años de 1880 como "Austenolatry"—fue después de la publicación de Memoir que los lectores desarrollaron una conexión personal con Austen. Sin embargo, alrededor de 1900, los miembros de la elite literaria, quienes habían afirmado tener una apreciación por Austen como una marca de cultura, reaccionario en contra la popularización de su trabajo. Se referían a ellos mismos como Janeites para diferenciarse de las masas, quienes de acuerdo a su punto de vista, no entendían propiamente a Austen.
El novelista estadounidense Henry James, un miembro de esta elite literaria, habló varias veces de Austen con aprobación y en una ocasión la clasificó junto con Shakespeare, Cervantes, y Henry Fielding como una de "las finas artistas de la vida". Pero James pensaba que Austen era una artista "inconsciente" , a la cual describió como "instintiva y encantadora". En 1905, James respondió frustrado a lo que él describió como "un deseo cautivador" con Austen, una creciente marea de interés público que excedía el "mérito e interés intrínseco" por Austen. James atribuyó este incremento en popularidad principalmente a "la brisa de lo comercial, ... los espíritus especiales de vender libros ... el cuerpo de los publicistas, editores, ilustradores y productores de la babosada de las revistas; quienes habían encontrado a su 'querida,' nuestra querida, y la querida de todos, Jane tan infinitamente para su intención material, tan abierta para reproducirse en toda variedad de lo que tenga buen gusto y en lo que parece probar ser una forma estable."
En un esfuerzo de evitar la imagen sentimental de la tradición de la "tía Jane" y acercarse a la ficción de Austen desde una perspectiva más fresca, en 1917 el intelectual y escritor Reginald Farrer publicó un largo ensayo en la revista Quarterly Review,  el cual el académico de Austen A. Walton Litz llamó la mejor introducción a su ficción. Southam lo describe como una pieza "Janeite" sin la veneración. Farrer negó que la habilidad de Austen era inconsciente (contradiciendo a James) y la describió como una escritora de concentración intensa y una severa crítica de su sociedad, "radiante y sin remordimientos", "impasible pero aun así despiadada", con "dura calidad e incurable rigor de su juicio". Farrer fue uno de los primeros críticos que consideraron a Austen una escritora subversiva.

## 1930–2000: Escuela Moderna

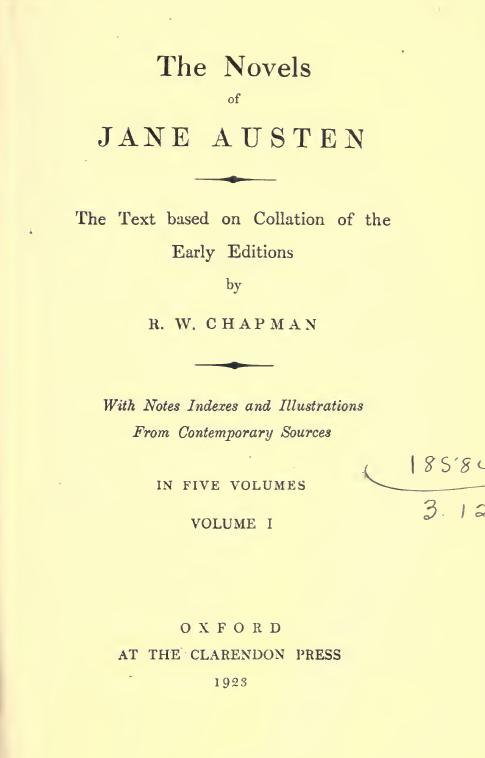
Austen fue la primera novelista inglesa cuyos trabajos fueron publicados en una edición académica.

Muchos de los primeros trabajos importantes—destellos de la brillantez de Austen —abrieron el camino para lograr que Austen se convirtiera en una figura sólida entre los académicos. Un académico shakesperiano de Oxford, C. Bradley, escribió un ensayo en 1911, el cual “es generalmente visto como el punto de partida para un acercamiento serio a Jane Austen.” Bradley hizo énfasis en los lazos de Austen con el crítico del siglo XVIII Samuel Johnson, asegurando que ella era tanto una cómica como una moralista; en este sentido ella era “totalmente original”, de acuerdo con Southam.  Bradley dividió los trabajos de Austen en dos categorías, novelas “tempranas” y “tardías”, estas categorías son aún utilizadas por los académicos hoy en día. El segundo crítico pionero a principios del siglo XX de Austen fue R. W. Chapman, cuya edición magistral de las obras de Austen fue la primera edición académica de los trabajos de cualquier novelista inglés. Los textos de Chapman han continuado siendo la base para cualquier edición subsecuente sobre los trabajos de Austen.
Gracias a las contribuciones de Bradley y Chapman, en la década de 1920 se dio un gran auge en los estudios sobre Austen, y el novelista E.M. Forster primariamente ilustraba su concepto sobre el personaje “redondo” citando los trabajos de Austen. Fue con la publicación de la obra de Mary Lascelles' en 1939, Jane Austen and Her Art — “ el primer estudio histórico y académico a gran escala” sobre Austen — que el estudio académico de las obras de Austen finalmente maduró. Lascelles incluyó un pequeño ensayo bibliográfico; un análisis innovador sobre los libros que Austen leyó y el efecto que estos tuvieron sobre su escritura; un extenso análisis sobre el estilo de Austen y su “arte narrativo”. Lascelles sentía que todos los críticos anteriores habían trabajado en una escala “tan pequeña que el lector no puede entender cómo es que llegaron a sus conclusiones hasta que el lector pacientemente encuentra su propio camino a ellas”. Ella quería examinar todas las obras de Austen juntas y someter su estilo y técnica a un análisis metódico. Críticos subsecuentes asegurarían que tuvo éxito. Al igual que Bradley en el pasado, Lascelles enfatizó la conexión de Austen con Samuel Johnson y su deseo de discutir la moralidad a través de la ficción. Sin embargo, algunos fanes de Austen estaban preocupados de que los académicos se estaban apoderando sobre las críticas de sus trabajos y que esto se estaba volviendo esotérico —un debate que continuó hasta los inicios del siglo XXI.

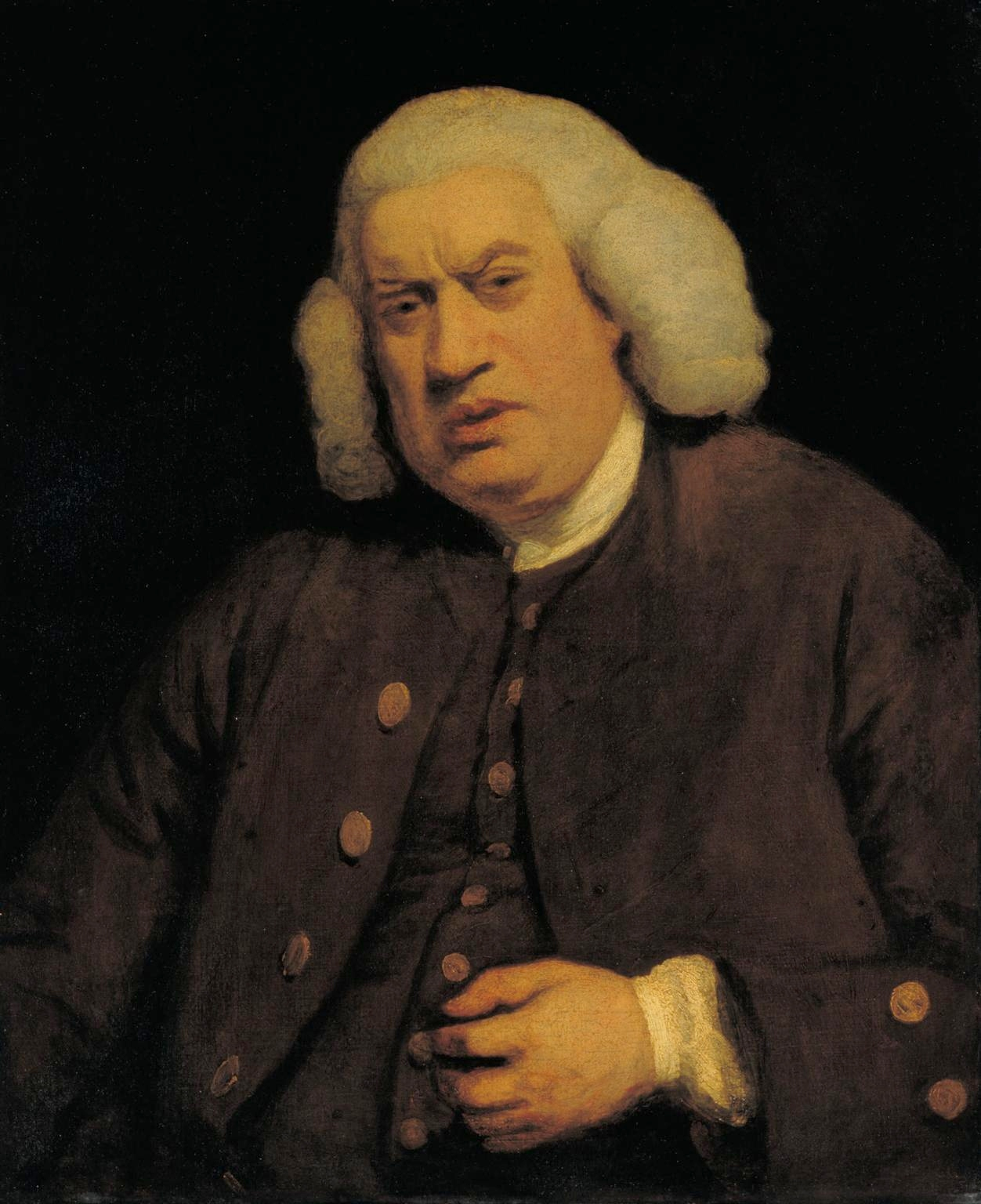
Los académicos modernos hicieron énfasis en los vínculos artísticos e intelectuales de Austen con figuras prominentes del siglo XVII, como Samuel Johnson.

En un estallido de opiniones de críticos a mediados de siglo, los académicos se acercaron a Austen de manera más escéptica. D. W. Harding, siguiendo una expansión sobre Farrer, argumentó en su ensayo "Regulated Hatred: An Aspect of the Work of Jane Austen" que las novelas de Austen no apoyaban el status quo, más bien lo subvertían. Su ironía no era cómica, sino mordaz y su intención era socavar las suposiciones sobre la sociedad que ella representaba. A través de su uso de la ironía, Austen intentó proteger su integridad como artista y persona ante actitudes y prácticas que ella rechazaba. Casi simultáneamente, el crítico Q.D. Leavis argumentó en su libro de principios de 1940 "Critical Theory of Jane Austen's Writing", que Austen era una escritora profesional y no una amateur. Los artículos de Harding y Leavis fueron seguidos por un trato crítico diferente por parte de Marvin Mudrick en su libro Jane Austen: Irony as Defense and Discovery (1952). Mudrick presentó a Austen como una persona isolada, a la defensiva y crítica sobre su sociedad. Describió en detalle la relación que él veía entre la actitud de Austen hacia la literatura contemporánea y su uso de la ironía como técnica para contrastar las realidades de su sociedad con lo que a ella le parecía que debería de ser.  Estos puntos de vista, junto con las del crítico F.R. Leavis en The Great Tradition (1948), llegaron a la conclusión de que Austen es una de las más maravillosas escritoras de la ficción inglesa, un punto de vista compartido por Ian Watt, quien ayudó en el debate académico sobre el género de la novela, hizo mucho por mejorar la reputación de Austen entre los académicos.  Opinaban (Henry Fielding y Samuel Richardson) que Austen “combinaba las cualidades de la ironía, el realism y la sátira y se convirtió en una autora superior a ambos”.
En el periodo siguiente a la Segunda Guerra Mundial, se dio un auge en los académicos de Austen, así como una gran diversidad de acercamientos críticos. Uno de los más productivos y polémicos ha sido la consideración de Austen como escritora política. Como explica el crítico Gary Kelly, “Algunos la ven como una política 'conservadora' debido a que parece que Austen defendía el orden social establecido. Otros la ven como una persona solidaria a la política 'radical' que desafío el orden establecido, especialmente en la forma de patriarcado … algunos críticos no ven a las novelas de Austen ni como conservativas ni como subversivas, sino como críticas de aspectos sobre el orden social, pero apoyando la estabilidad y una jerarquía de clases.” En Jane Austen and the War of Ideas (1975), probablemente uno de los trabajos más importantes, Marilyn Butler dice que Austen fue inmersa en, no protegida de, las principales controversias políticas de su época y esposó una posición ferviente, fundamentalmente conservativa y cristiana en estas controversias. De manera similar, Alistair M. Duckworth en The Improvement of the Estate: A Study of Jane Austen's Novels (1971) argumentó que Austen usó el concepto de “finca” para simbolizar todo lo que era importante sobre la sociedad inglesa contemporánea, lo cual debería de ser conservado, mejorado y heredado a futuras generaciones. Como Rajeswari Rajan dice en su ensayo sobre los recientes académicos de Austen, “la idea de una Austen política ya no es desafiada”. Las preguntas que los académicos investigan ahora involucran: “la Revolución Francesa, Guerra, nacionalismo, clases sociales, 'mejoría' del estado, el clero, ciudad contra campo, abolición, profesiones, emancipación femenina; independientemente de si las políticas de Austen fueron liberales, conservadoras o radicales; independientemente de si era una conservadora o revolucionaria, o si ocupaba una posición reformista entre estos extremos”.
| ... en todas sus novelas Austen examina el poco poder que tenían las mujeres y que era resultado de la presión monetaria para casarse, la injusticia de las leyes para heredar, la ignorancia que les negaba a las mujeres acceder a la educación, la vulnerabilidad psicológica de la heredera o viuda, la dependencia de la solterona, el aburrimiento de la señorita con vocación".—– Gilbert and Gubar, The Madwoman in the Attic (1979) |

En los años de 1970 y 1980, los estudios sobre Austen fueron influenciados por el libro de Sandra Gilbert y Susan Gubar The Madwoman in the Attic (1979), el cual contrasta con “las superficies decorosas” con el “enojo explosivo” de las escritoras inglesas femeninas del siglo XIX. Este trabajo, junto con otras críticas feministas de Austen, ha posicionado a Austen como una mujer escritora. El interés generado en Austen por estas críticas llevó al descubrimiento y estudio de otras escritoras femeninas de la época. Además, con la publicación del libro de Julia Prewitt Brown, Jane Austen: Feminism and Fiction (1983) y el de Claudia L. Johnson Jane Austen: Women, Politics and the Novel (1988), a los académicos les costó más trabajo argumentar que Austen era “apolítica” o una 'conservativa' no calificada”. Kirkham, por ejemplo, describió las similitudes entre el pensamiento de Austen y el de Mary Wollstonecraft, etiquetándolas a ambas como “feministas iluminadas”. De manera similar, Johnson coloca a Austen en una tradición política del siglo XVIII, sin embargo menciona que Austen tiene una deuda con las novelas políticas de la década de 1790 escritas por mujeres.
A finales de los años de 1980 y en las décadas de 1990 y 2000, las críticas postcoloniales y Marxistas dominaron los estudios sobre Austen . Generando un gran debate, Edward Said dedicó un capítulo entero de su libro Culture and Imperialism (1993) a Mansfield Park, argumentando que la posición periférica de "Antigua" y el problema de la esclavitud, demostraban que la opresión colonial era suposición tácita de la sociedad inglesa durante los inicios del siglo XIX. En Jane Austen and the Body: 'The Picture of Health', (1992) John Wiltshire explora la preocupación de los personajes de Austen por la enfermedad y la salud. Wiltshire se refirió a teorías actuales de "el cuerpo como sexualidad", y más ampliamente en cómo la cultura está "tallada" en la representación del cuerpo. Ha habido un regreso a las consideraciones sobre estética con el libro de D. A. Miller Jane Austen, or The Secret of Style (2003), el cual conecta las preocupaciones artísticas con la teoría queer.

## Cultura popular moderna

### Janeites modernas

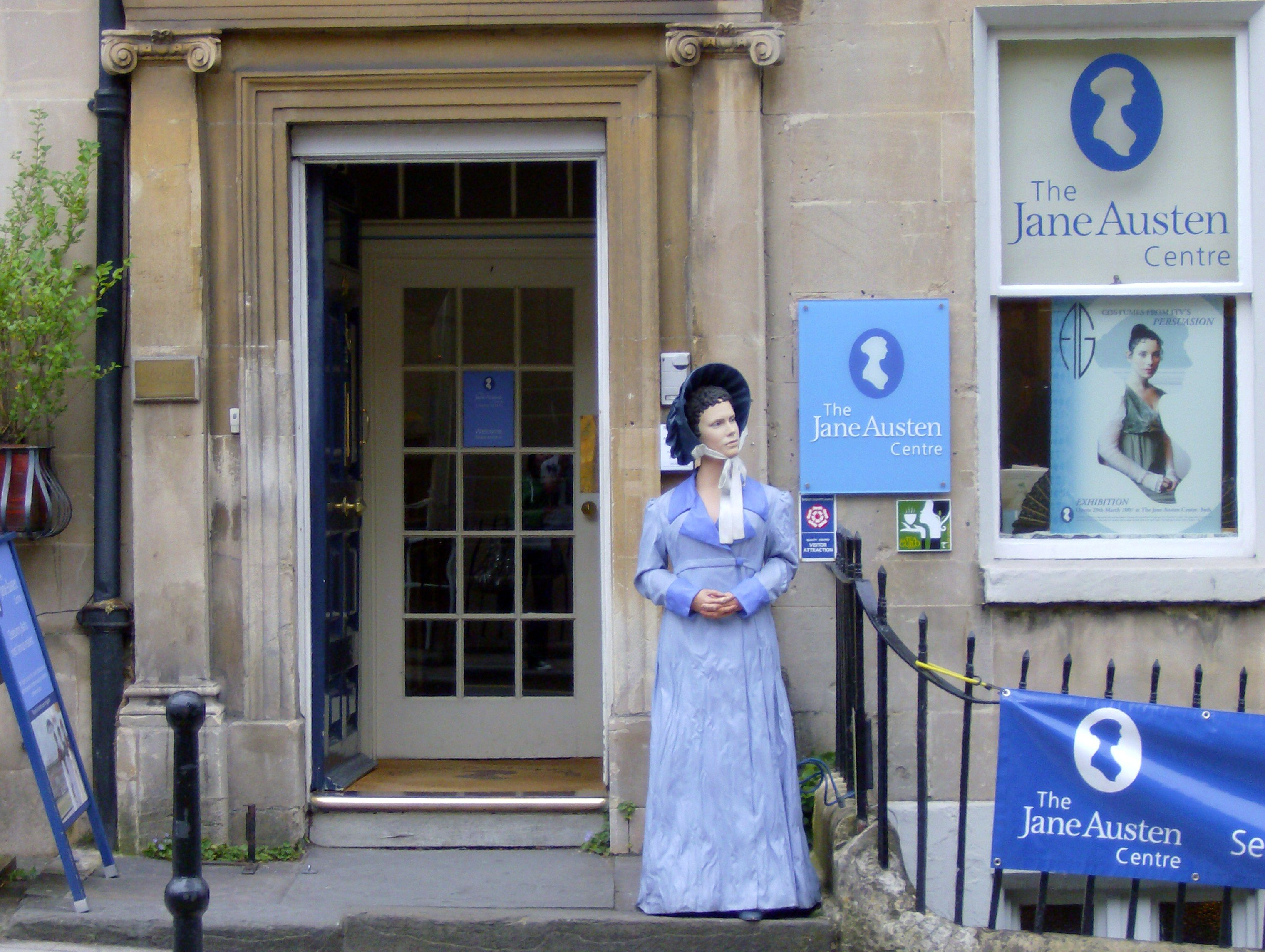
El Centro Jane Austen en Bath, un lugar de peregrinaje para las Janeites.

La crítica Claudia Johnson define el "Janeitismo" como "el consciente e idólatra entusiasmo por 'Jane' y cada detalle relativo y relacionado con ella". Las Janeites no solo leen las novelas de Austen (not only read the novels of Austen); también las recrean, escriben obras de teatro basadas en las novelas y se vuelven expertas en la Inglaterra de principios del siglo XIX y sus tradiciones. La académica de Austen, Deidre Lynch opina que el término adecuado para las comprometidas Janeites es un "culto". Ella compara las prácticas de los peregrinos religiosos con las de las Janeites, quienes viajan a lugares asociados con la vida de Austen, sus novelas y adaptaciones fílmicas. Ella especula que esto es "una especie de viaje al pasado" el cual, al servirle a las Janeites, preserva una "tradición inglesa desvanecida o un ser de valores 'tradicionales'". La desconexión entre la popular apreciación de Austen y la apreciación académica que comenzó con Lascelles, se ha ampliado considerablemente. Johnson compara a las Janeites con los Trekkies, argumentando que ambos son "ridiculizados y marginados por instituciones culturales dominantes, convencidos de legitimar sus propios objetos y protocolos de experiencia". Sin embargo, nota que los trabajos de Austen son ahora considerados parte tanto de la cultura académica como de la popular, mientras que Star Trek sólo puede presumir de ser parte de la cultura popular.

### Adaptaciones
Secuelas, precuelas y adaptaciones fílmicas basadas en los trabajos de Jane Austen van desde intentos de alargar las novelas en el estilo de Austen hasta las indecentes novelas pornográficas como Virtues and Vices (1981) y novelas de fantasía tales como Resolve and Resistance (1996). Comenzando a mediados del siglo XIX, los miembros de la familia de Austen publicaron conclusiones a sus novelas incompletas. Para el año 2000, había más de cien adaptaciones de los trabajos de Austen. De acuerdo a Lynch, "sus trabajos han probado ser más amigables para ser transformados en secuelas que cualquier trabajo de otro novelista". Confiando en las categorías establecidas por Betty A. Schellenberg y Paul Budra, Lynch describe dos tipos distintos de secuelas de Austen: las que continúan la historia y las que regresan al "mundo de Jane Austen". Los textos que continúan la historia son "generalmente considerados como proyectos ambiguos, como las reseñas señalan" y "frecuentemente se sienten como regresos a las novelas sentimentales de las que Austen se burlaba". Aquellas que hacen énfasis en la nostalgia son "definidas no solo por anhelo retrógrada, pero también por un tipo de jugueteo postmoderno y predilección para bromear", apoyándose en el lector para ver la red de alusiones de Austenianas. El interés en Austen y la adaptación de sus novelas se han sido comunes a lo largo del siglo XX; entre 1900 y 1975 se produjeron más de sesenta trabajos de radio, televisión, películas y obras teatrales.
La primera adaptación fílmica de una novela de Austen fue la producción de 1940 de MGM, Orgullo y Prejuicio, en la que actuaron Laurence Olivier y Greer Garson. Una adaptación de Hollywood fue primeramente propuesta por el artista Harpo Marx, quien había visto una dramatización de la novela en Filadelfia en 1935, pero la producción fue retrasada. Dirigida por Robert Z. Leonard y escrita en colaboración con el novelista inglés Aldous Huxley y la guionista estadounidense Jane Murfin, la película fue bien recibida por los críticos a pesar de que la trama se alejó notablemente de la original de Austen. Filmada en un estudio y en blanco y negro, la historia fue trasladada al año de 1830 con opulentos diseños de vestuario.

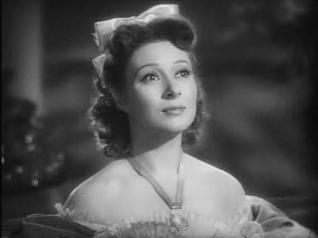
Greer Garson como Elizabeth Bennet en la versión fímica de 1940 de Orgullo y Prejuicio, la primera adaptación fímica de la novela.

En directa oposición a las adaptaciones de Hollywood de las novelas de Austen, la dramatización de los años 1979 de la BBC, intentó apegarse meticulosamente a las tramas, personajes y ambientes originales. La adaptación de 1972 de la BBC de Emma, por ejemplo, se esforzó por ser históricamente precisa, sin embargo la lentitud de la historia y las tomas largas contrastaron desfavorablemente con el paso de las películas más comerciales. La adaptación de 1980, nuevamente de la BBC, de Orgullo y Prejuicio adoptó varias técnicas de grabación de películas—como el uso de largas tomas de paisajes — lo cual le dio a la producción una gran sofisticación visual. Comúnmente considerada como el inicio del movimiento del "drama de herencia", esta producción fue la primera en ser filmada en su mayoría en locaciones reales y no en sets. Una presión para "fusionar" las adaptaciones, ó películas que combinaban el estilo de Hollywood con el estilo de herencia británica, comenzó a mediados de 1980. La primera adaptación fusionada de la BBC fue la producción de 1986 de La Abadía de Northanger, la cual combinaba estilo auténtico con punk de 1980, y los personajes frecuentemente caían en lo surreal.
Una oleada de adaptaciones de Austen apareció alrededor de 1995, comenzando con la adaptación de Emma Thompson de 1995 de Sensatez y Sentimiento de Columbia Pictures, una producción dirigida por Ang Lee. Esta adaptación fílmica estaba poco apegada a la novela, sin embargo pronto se convirtió en un gran éxito crítico y comercial. Fue nominada a múltiples premios y galardones, incluyendo siete Premios Óscar. La BBC produjo dos adaptaciones en 1995: la película para televisión de Persuasión  y la popular serie televisiva dirigida por Andrew Davies de Orgullo y Prejuicio, protagonizada por Colin Firth y Jennifer Ehle, la producción fílmica de Davies opacó a la de Persuasión y se convirtió en un gran éxito, con el cual comenzó la "Darcymania" en Gran Bretaña y lanzó la carrera de estos actores. Los críticos aclamaron la serie por sus pequeños alejamientos de la novela, el vestuario sensual, la edición rápida y el original pero apropiado diálogo. Esta producción de la BBC alentó una explosión en la publicación de los libros de adaptaciones de Austen; además, se vendieron 200,000 copias en vídeo de la serie al año de ser estrenada— 50,000 se vendieron únicamente durante la primera semana.
Libros y guiones que usan la trama narrativa de las novelas de Austen pero que cambian o modernizan la historia se volvieron populares a finales del siglo XX.  La película Clueless (1995), una versión modernizada de Emma dirigida por Amy Heckerling's y que se desarrolla en Beverly Hills, se convirtió en un fenómeno cultural y logró tener su propia serie de televisión. La película El Diario de Bridget Jones (2001), basada en la exitosa novela homónima de 1996 escrita por Helen Fielding, fue inspirada tanto en la novela de Orgullo y Prejuicio como en la adaptación televisiva de 1995 de la BBC. La producción de Bollywood, Bodas y Prejuicios, ubica la historia original de Austen en la India actual e incluye números musicales originales. Esta producción fue estrenada en 2004. Una nueva versión fílmica de Orgullo y Prejuicio fue estrenada el año siguiente. Fue protagonizada por Keira Knightley, quien fue nominada a un Premio de la Academia por su interpretación de la heroína Elizabeth Bennet. Esta versión de Joe Wright fue la primera adaptación desde 1940, la cual se inspiró fielmente en la novela original.